# 玩命特攻：武演行動
《玩命特攻：武演行動》（英語：Operation Fortune: Ruse de guerre）是一部2023年美國、英國、中國和土耳其合拍的間諜動作電影，講述菁英間諜歐森·福瓊（Orson Fortune）和團隊招募好萊塢影星，協助臥底行動。電影由蓋·瑞奇執導，傑森·史塔森、奧布瑞·普拉札、凱瑞·艾文斯、布吉·馬龍、喬許·哈奈特和休·葛蘭主演。
《玩命特攻：武演行動》2023年1月4日先在國際市場上映，3月3日在美國上映；4月7日在英國的Amazon Prime Video上線。

## 劇情
菁英間諜歐森·福瓊和私人團隊招募好萊塢影星丹尼·法蘭西斯柯，執行一場臥底行動，試圖阻止富豪武器經紀人出售一種威脅到世界秩序的致命新武器技術。

## 演員
- 傑森·史塔森飾演歐森·福瓊（Orson Fortune）
- 奧布瑞·普拉札飾演莎拉·菲德爾（Sarah Fidel）
- 凱瑞·艾文斯飾演奈森·傑斯敏（Nathan Jasmine）
- 布吉·馬龍（英语：Bugzy Malone）飾演J·J·戴維斯（J.J. Davies）
- 喬許·哈奈特飾演丹尼·法蘭西斯柯（Danny Francesco）
- 休·葛蘭飾演葛瑞格·西蒙茲（Greg Simmonds），億萬富翁和軍火商。
- 蘿蒂絲·法布瑞斯（英语：Lourdes Faberes）飾演艾蜜莉亞（Emilia），葛瑞格的特助。
- 麥斯·比斯利（英语：Max Beesley）飾演班·哈里斯（Ben Harris），葛瑞格的律師。
- 埃迪·馬森飾演奈頓（Knighton）

## 製作

### 發展
2020年9月宣布，蓋·瑞奇將執導電影《五眼聯盟》（Five Eyes），由米拉麥克斯影業、STX娛樂製作。電影最終從《五眼聯盟》改名為《玩命特攻：武演行動》（Operation Fortune: Ruse de guerre）。

### 選角
2020年9月宣布傑森·史塔森主演，12月，奧布瑞·普拉札加入劇組。凱瑞·艾文斯、布吉·馬龍和喬許·哈奈特將於2021年1月加入，休·葛蘭則在下個月加入。

### 拍攝
主要拍攝於2021年1月14日開始，也在土耳其安塔利亞和卡達進行。

## 發行
《玩命特攻：武演行動》原定於2022年1月21日或2022年3月18日發布。2022年2月18日，這部電影被片商從上映計劃中撤下，官方未說明原因。據傳本片有烏克蘭籍黑幫作為大反派的心腹。鑑於正在進行的俄乌战争，片方認為當中的「烏克蘭壞人」可能會引起爭議。《玩命特攻：武演行動》之後安排2023年1月12日在美國上映。2022年11月，電影在STX娱乐內部重組期間再度撤檔，據報導，美國可能會以串流形式發行，但2023年1月起國際發行商仍安排在院線上映。2023年2月13日，獅門影業買下了美國發行權，並宣布電影的院線上映日期為2023年3月3日。在英國，2023年4月7日上線Amazon Prime Video。

## 評價
《玩命特攻：武演行動》在爛番茄上基於149位評論家的評論，新鮮度達50%，平均得分5.6／10。影評共識：「《玩命特攻：武演行動》稱不上最好的現代動作片，但火侯得以滿足追求一些無需刺激的觀眾」在Metacritic上，本片獲得了51分。

## 注解
1. 前稱為《五眼聯盟》[3]。

## 外部連結
- 互联网电影数据库（IMDb）上《玩命特攻：武演行動》的资料（英文）
- Metacritic上《玩命特攻：武演行動》的資料（英文）
- Box Office Mojo上《玩命特攻：武演行動》的資料（英文）
- 爛番茄上《玩命特攻：武演行動》的資料（英文）
- AllMovie上《玩命特攻：武演行動》的资料（英文）
- 開眼電影網上《玩命特攻：武演行動》的資料（繁體中文）
- 豆瓣电影上《玩命特攻：武演行動》的資料 （简体中文）